# Przestrzeń geograficzna
Przestrzeń geograficzna reprezentuje powierzchnię (powłokę krajobrazową) Ziemi w jej fizycznym, przyrodniczym, złożonym zróżnicowaniu.
Za jej umowne granice (określające jednocześnie zakres przestrzenny badań geograficznych) przyjmuje się najczęściej:
- dolną – powierzchnię Moho,
- górną – tropopauzę.